# Motoscafo Turismo Silurante Modificato Allargato
Das Motoscafo Turismo Silurante Modificato Allargato (MTSMA) war ein in Serie produziertes Kleinstschnellboot der italienischen Marine, das sich an seinem größeren Vorgänger, den Booten des Typs M.T.S.M., orientierte. Das M.T.S.M.A. wurde so konzipiert, dass es von Schleppern oder Schnellbooten in ein Zielgebiet außerhalb seiner Reichweite, die bei 250 sm lag, gebracht werden konnte. Dort angekommen, sollte es mit schnellen operativen Vorstößen das feindliche Schiff mittels eines mitgeführten Hecktorpedos angreifen und versenken. Zum Eigenschutz dienten zwei je 70 kg schwere Wasserbomben, die, um möglichen Verfolgern zu entkommen, in das Kielwasser des Bootes abgerollt wurden. Zudem verfügte das Boot über eine am Achterschiff angebrachte Nebelanlage.

## Entwicklungsgeschichte
Die Planungen zum M.T.S.M.A begannen im März/April 1942. In diesem neuen Typ bezog die italienische Marineleitung ihre bis dato erlangten Kriegserfahrungen mit dem M.T.S.M. ein. Bei diesem hatten sich alle gestellten Forderungen bewährt. Einziger signifikanter Unterschied zwischen M.T.S.M. und dem neuen Typ M.T.S.M.A. war die Vereinigung der beiden zuvor getrennten Steuerstände zu einem einzigen. Des Weiteren wurde die Stabsantenne vor dem Steuerstand erhöht, da die alte zu kurz und somit störanfälliger war. 
Mit dem Bau des M.T.S.M.A. wurden erneut die beiden Firmen Baglietto in Varazze (Bootskörper) und C.A.B.I. in Mailand (Motoren) beauftragt. 100 Booten wurden noch im Frühjahr 1942 in Auftrag gegeben. Die fast zur Routine gehörenden Bauverzögerungen hatten jedoch zur Folge, dass die königlich-italienische Marine kein einziges Boot empfangen sollte. Nach dem Waffenstillstand von Cassibile, es wurden bis dahin 23 Boote fertiggestellt, wurden alle Boote, da diese im Norden des Landes stationiert waren, von der faschistischen Italienischen Sozialrepublik (R.S.I.) übernommen und ihrer Marine zugeführt. Dort gerieten die Boote unter deutscher Kontrolle und wurden im Rahmen der Kleinkampfverbände der Kriegsmarine bis Frühjahr 1945 für verschiedenste Operationen, vorwiegend in der Adria, genutzt. Dabei wurden sowohl deutsche wie auch italienische bzw. gemischte Besatzungen eingesetzt. Über außergewöhnliche Erfolge oder Kampfeinsätze der Boote liegen nur wenige Informationen vor. In der Hauptsache wurden die Schnellboote nicht mehr für ihren ursprünglichen Zweck, der Schiffbekämpfung verwandt, sondern wurden für verdeckte Landungsmanöver genutzt, um feindliche Agenten hinter den feindlichen Linien abzusetzen. Nach dem Krieg wurden die wenigen verbliebenen Boote noch bis 1950 für Ausbildungszwecke für italienische Kampfschwimmer genutzt, danach jedoch ausgemustert und abgewrackt.